# عبيد الله الجعفي
عبيد الله بن الحر بن عمرو الجعفي (68 هـ - 687 م): قائد، كان من خيار قومه مذحج شرفا وصلاحا وفضلا. ِ شهد معركة القادسية، وكان شاعرا فحلا. وكان من أصحاب عثمان بن عفان، فلما قتل عثمان انحاز إلى معاوية بن أبي سفيان، فشهد معه صفين وأقام عنده إلى أن قتل علي بن أبي طالب، فرحل إلى الكوفة واستقر بها. ولما وقعة حادثة مقتل الحسين تغيب ولم يشهد الوقعة، فسأل عنه ابن زياد (أمير الكوفة)، فجاءه بعد أيام، فعاتبه على تغيبه واتهمه بأنه كان يقاتل مع الحسين، فطلبه ابن زياد، فامتنع بمكان على شاطئ الفرات، والتف حوله جمع.
ولما قدم مصعب بن الزبير قصده عبيد الله، بمن معه، وصحبه في حرب المختار الثقفي. ثم خاف مصعب أن ينقلب عليه عبيد الله، فحبسه وأطلقه بعد أيام بشفاعة رجال من مذحج، فحقدها عليه وخرج مغاضبا، فوجه إليه مصعب رجالا يراودونه على الطاعة ويعدونه بالولاية وآخرين يقاتلونه، فرد أولئك وهزم هؤلاء. واشتدت عزيمته، وكان معه ثلاثمئة مقاتل، فامتلك تكريت، وأغار على الكوفة. وأعيا مصعبا أمره. ثم تفرق عنه جمعه بعد معركة، وخاف أن يؤسر، فألقى نفسه في الفرات، فمات غريقا.

## النسب
عبيد الله بن الحر بن عَمْرو بن خالد بن المجمع بن مالك بن كَعْب بن سعد بن عَوْف بن حَرِيمُ بن جُعَفي بن سعد العشيرة بن مذحج.